# Musikverlag Zimmermann

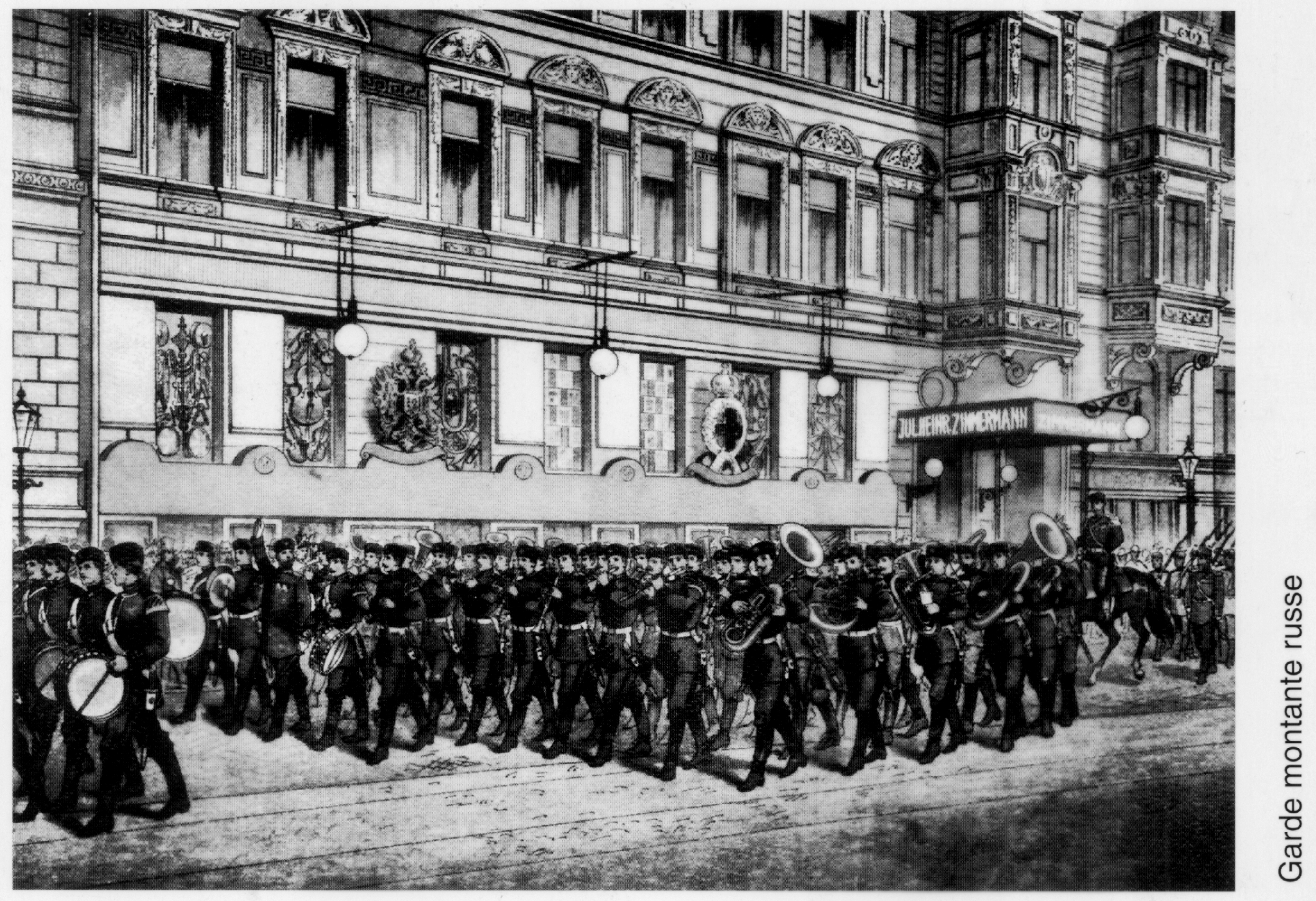
Russische Wachtparade vor dem Geschäftsgebäude der Firma Julius Heinrich Zimmermann in Sankt Petersburg, um 1900

Der Zimmermann Musikverlag ist ein deutscher Musikverlag.

## Geschichte
Julius Heinrich Zimmermann machte sich 1876 in St. Petersburg mit einer Musikalienhandlung selbständig. Vier Jahre später eröffnete er seine erste Instrumentenfabrik für Messinginstrumente. Weitere Spezialwerkstätten folgten, in denen auch eigene Modelle entwickelt wurden. Gleichzeitig bot er Lernmethoden für fast alle Instrumente an. Niederlassungen in Moskau, London und Riga wurden eröffnet. 1886 siedelte Julius Heinrich Zimmerman nach Leipzig über. 
Im Verlag erschienen Komponisten wie Mili Alexejewitsch Balakirew, Sergei Ljapunow, Riccardo Drigo, Leonardo De Lorenzo und andere mehr. 1919 wurden die russischen Geschäfte nationalisiert. 1922 übergab Julius H. Zimmermann alle Geschäftsangelegenheiten an seine Söhne Wilhelm (1891–1946) und August Zimmermann (1877–1952). 1928 wurde das Unternehmen aufgeteilt. Die Instrumenten-Firma wurde bis 1936 von August Zimmermann weitergeführt. Der Verlag ging in den Alleinbesitz von Wilhelm Zimmermann über. Er verlegte die Reihe Könige der Gitarre (mit Kompositionen von Jaime Felipe José Bosch, Mauro Giuliani, Johann Kaspar Merz, Francesco Molini, Ludovico Roncalli, Fernando Sor, Anton Diabelli und anderen) und sämtliche Gitarre-Kompositionen von Niccolò Paganini und einen Großteil von dessen kammermusikalischen Werken, die hauptsächlich von Erwin Schwarz-Reiflingen, Paul Bulatoff und Kurt Schumacher herausgegeben wurden. Zudem nahm er Jazzmusik in sein Programm auf und veröffentlichte zahlreiche Kompositionen von Nikolai Karlowitsch Medtner. Nach seinem Tod ging der Verlag in die Hände seiner Witwe Edith Zimmermann, geb. Krieckler (1900–1975) über. Nach der Enteignung in der sowjetischen Besatzungszone verlegte sie das Unternehmen in ihre Heimatstadt Frankfurt am Main. 1975 führte ihre Tochter Maja-Maria Reis (1929–2000) den Verlag erfolgreich weiter. Sie war die erste Frau im Vorstand (und Präsidentin) des Deutschen Musikverleger-Verbandes.

## Der Zimmermann Musikverlag heute
Heute befindet sich der Verlag unter einem Dach mit Schott Music in Mainz.